# José Antonio García Prieto
José Antonio García Prieto, artísticamente conocido como "Llonguera", es un escultor asturiano, nacido en el pueblo de Llonguera, Mieres, el 3 de mayo de 1950.

## Biografía
No cursó ningún estudio académico que le formase artísticamente, sino que se trata de un escultor autodidacta que fue adquiriendo la técnica del labrado de la madera de su padre, que trabajaba elaborando aperos de labranza y madreñas.

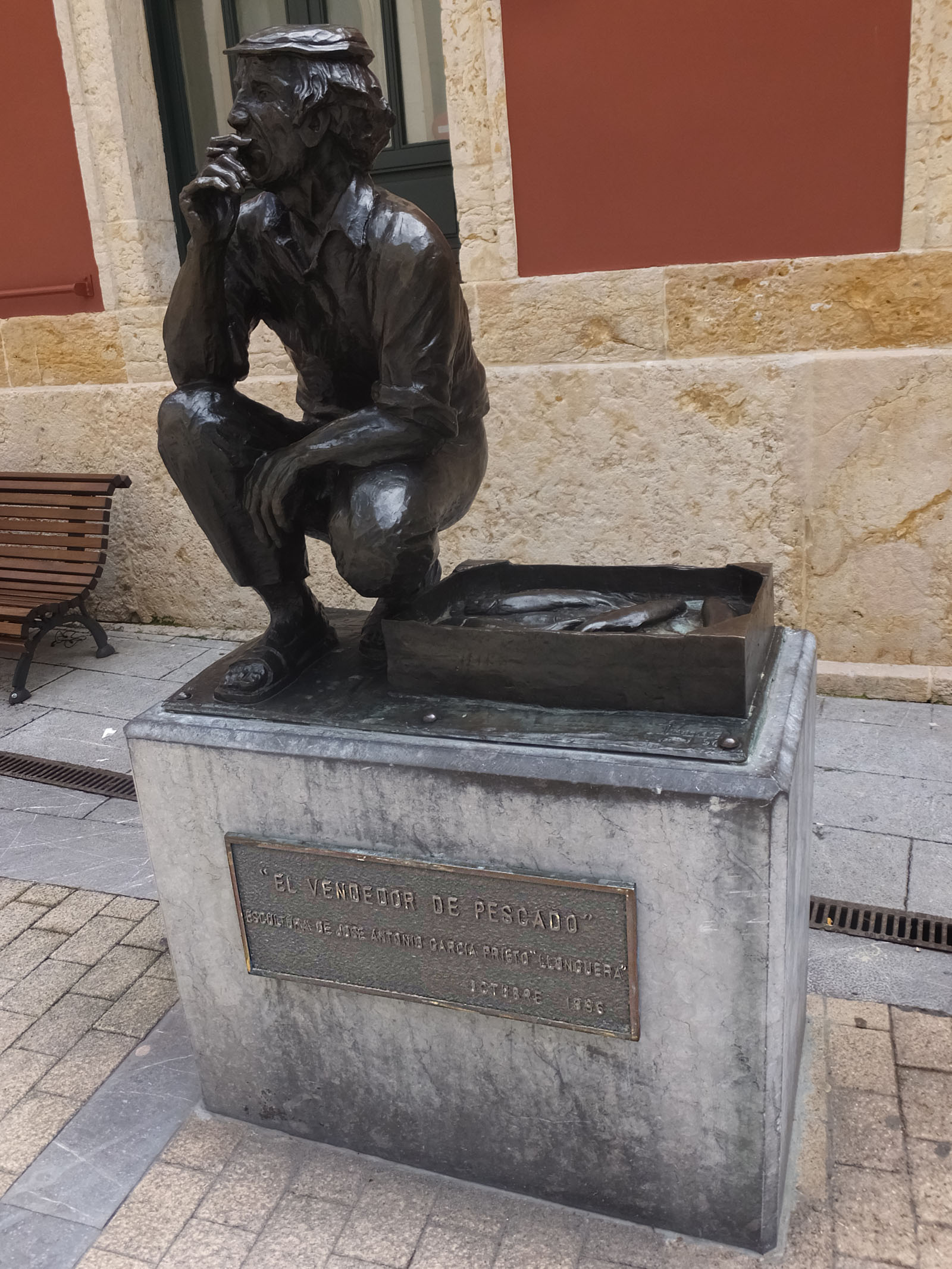
Vendedor de pescado, obra de Llonguera instalada en Oviedo.

Sí que llevó a cabo estudios de maestro industrial y comenzó la carrera de ingeniero aunque no consiguió acabarla.
Estando haciendo el servicio militar, realizó varias tallas de imaginería religiosa por encargo y algún trabajo para el ejército. Pese a su inclinación por la escultura, durante un tiempo trabajó de minero, pudiendo pasar más tarde a ejercer de monitor de carpintería en una escuela* taller.
En 1994 retoma un proyecto personal tallando distintas figuras de la mitología asturiana en madera, de pequeño tamaño (de menos de 70 centímetros), policromadas e inspiradas en una visión amable y no caricaturesca de la mitología asturiana. Esta serie de tallas fueron el conjunto de su primera exposición en la casa de Cultura de Mieres, aunque posteriormente se presentó en otras localidades, como Gijón, Pola de Lena, La Felguera o Llanes, por su gran acogida.
Ha realizado desde ese momento muchas más exposiciones tanto individuales como colectivas y ha llevado a cabo obras que han pasado a convertirse en esculturas urbanas de diversas localidades.

## Actividad artística

### Exposiciones individuales
1994.
- Casa de Cultura Teodoro Cuesta, Mieres, Asturias (junio).[1]
- FIDMA 94, Gijón, Asturias (agosto).[1]
- Instituto Bernaldo Quirós, Mieres, Asturias (octubre).[1]

1995.
- Sala Celso Granda, Pola de Lena, Asturias (en alguna publicación aparece celebrada en noviembre de 1994).[1]
- Hotel Reconquista, Oviedo, Asturias (en alguna publicación aparece celebrada en diciembre de 1994).[1]
- Ateneo de Turón, Asturias (febrero).[1]
- Casa de Cultura de Llanes, Asturias (marzo).[1]

1996.
- Casa de Cultura de La Felguera (enero) (también aparece como realizada en Sama de Langreo).[1]
- Casa de Cultura de Moreda, Asturias (marzo).[1]
- Casa de Cultura de Llanes, Asturias (diciembre).[1]

1997.
- "Llonguera, mitos y personajes", Café Español, Oviedo, Asturias.[1]
- Arte D.V., Gijón, Asturias.[1]

2005.
- Hotel Mieres del Camino, Mieres, Asturias.[1]

2007.
- Casa de Cultura de Llanes, Asturias.[1]

2009.
- "Partituras en hierro, madera y barro", Centro Municipal de Arte y Exposiciones, Avilés, Asturias (inaugurada el 6 de octubre de 2009).[1]

### Exposiciones colectivas
1995.
- "Paz en la Tierra", Mieres, Asturias.[1]

1998.
- Sala Cimentada, Oviedo, Asturias.[1]
- Sala Cajastur, Mieres, Asturias.[1]

2002.
- Sala Barna, Barcelona.[1]

2003.
- Sala Barna, Barcelona.[1]
- Feria de Marbella, Málaga.[1]

2004.
- Sala Barna, Barcelona.[1]
- Feria de Fráncfort, Alemania.[1]
- Feria de Tokio, Japón.[1]

### Obras públicas

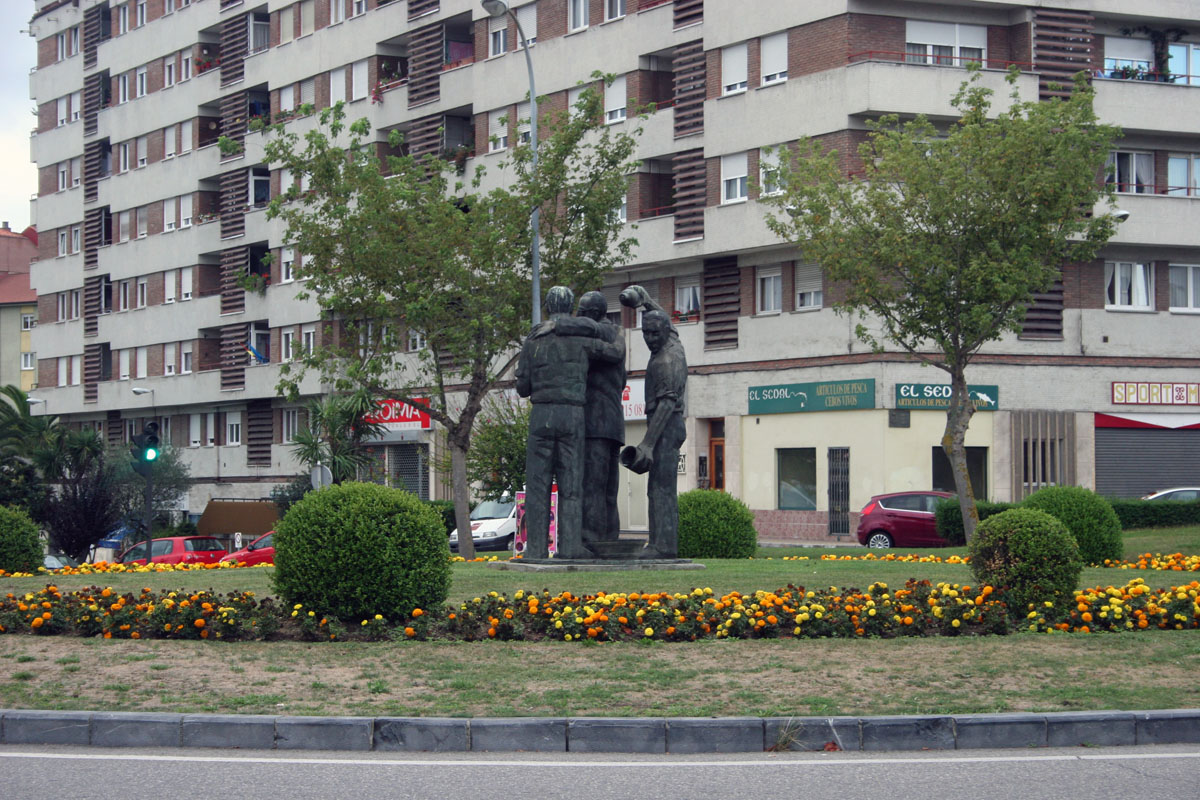
Conjunto escultórico A la toná, en Oviedo.

- Vendedor de pescado, 1996, plaza Trascorrales, Oviedo, Asturias.[1]
- A la Toná, 1999, calle Ángel Cañedo, Oviedo, Asturias.[1]
- Pepa la Lechera , 2006, Plaza Pepa la Lechera, Mieres, Asturias.[1]